# アルセロール・ミッタル
アルセロール・ミッタル（フランス語: ArcelorMittal, S.A.）は、2006年にオランダのミッタル・スチールとルクセンブルクのアルセロールの経営統合によって誕生した世界最大級の鉄鋼メーカーである。年間粗鋼生産量で宝武鋼鉄集団（中国）に次ぐ世界第2位。本社はルクセンブルクにある旧アルセロール本社に置かれている。日本法人はArcelorMittal Japan株式会社。

## 概要
研究開発拠点をルクセンブルク、フランス、ベルギー、スペイン、アメリカ合衆国、ブラジルの6カ国に持ち、世界60カ国以上で事業を行っている。日本では、日本法人「ArcelorMittal Japan株式会社」が設立されており、東京（虎ノ門ヒルズ）にオフィスを持つ。日本法人は自動車用鋼板に特化し事業を行っている。

### 株主構成
ラクシュミー・ミッタルがCEOである。ミッタル家は、この会社における43.6%の株式を保有している。総株式数の50.6%は旧アルセロール株主であり、残りの49.4%は旧ミッタルの株主である。

## 沿革
2006年6月、ミッタルとアルセロール両社が経営統合で合意（実質的にはミッタル主導による統合）。ステンレス鋼部門は2010年12月、アペラム社（Aperam S.A.）として分社した。しかし、中国企業の攻勢やリーマン・ショックの影響による需要減から経営が悪化し、事業の縮小を進めざるを得なくなり、2008年12月にアメリカ合衆国・ニューヨーク州の旧ベスレヘム・スチールや、イリノイ州の旧リング・テムコ・ボートの製鉄所閉鎖を発表、加えてヨーロッパやアメリカで10万人近くの従業員の大幅な削減を行った。
2014年2月、新日鐵住金と共同で、ティッセンクルップのアメリカ・アラバマ州の製鉄所を買収、合弁事業を行うと発表、現在に至るまで世界各地の関連事業者の買収を続け、世界最大級の鉄鋼生産量を維持している。
2020年には赤字が続いていた北米事業（アルセロール・ミッタルUSA）をクリーブランド・クリフスに売却したが、アメリカ国内におけるビジネスを完全に諦めたわけではなく、2023年にはUSスチール買収の検討も行われた。